# بيروكسي أحادي كبريتات البوتاسيوم
بيروكسي أحادي كبريتات البوتاسيوم (ملاحظة 1) مركب كيميائي صيغته KHSO5، ويوجد على شكل صلب أبيض اللون. يصنف المركب كيميائياً أنه ملح البوتاسيوم لحمض بيروكسي الكبريتيك.
يدخل المركب في تركيب ملح ثلاثي 2KHSO5·KHSO4·K2SO4، والذي يعرف تجارياً تحت اسم أوكسون Oxone.

## التحضير
يحضر المركب من تفاعل كربونات البوتاسيوم مع بيروكسي أحادي حمض الكبريتيك:
{\displaystyle {\ce {K2CO3 + 2 H2SO5 -> 2 KHSO5 + CO2 + H2O}}}

## الخواص
للمركب خواص مؤكسدة قوية، فيمكنه أكسدة الألدهيدات إلى الأحماض الكربوكسيلية الموافقة. كما يمكنه أكسدة الأكريدين إلى أكسيد الأمين الموافق:

## الاستخدامات
يستخدم المركب في تنقية مياه المسابح.

## هوامش
- ملاحظة 1 مرادفات: يعرف المركب أيضاً باسم بيروكسي كبريتات البوتاسيوم أو بيروكسي سلفات البوتاسيوم أو أحادي بيركبريتات البوتاسيوم أو أحادي بيرسلفات البوتاسيوم أو كاروات البوتاسيوم.